# Pseudotaquilita

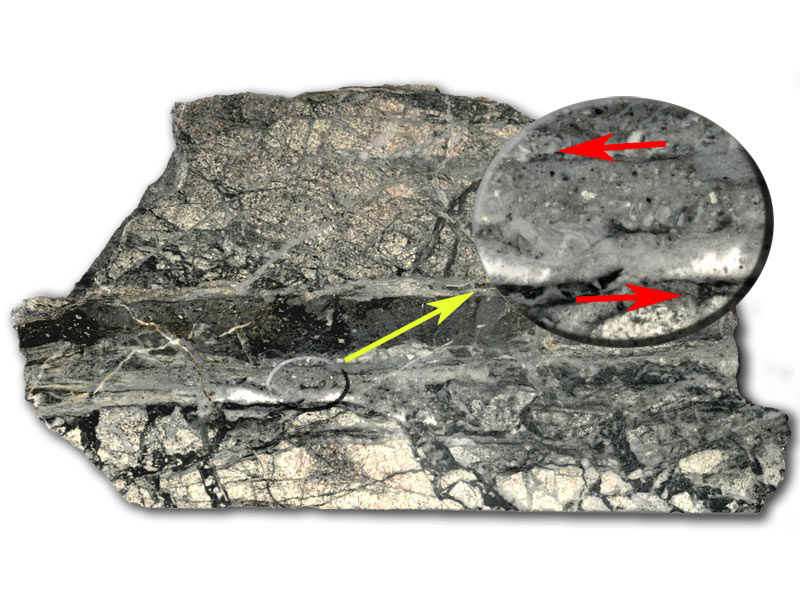
Pseudotaquilita del cràter Rochechouart

Pseudotaquilita és una roca de falla que té l'aparença d'un vidre de basalt, la taquilita. És de color fosc i d'aspecte vitri. Tanmateix normalment el vidre ha quedat completament desvitrificat en materials de gra molt fi amb grups radials i concèntrics de cristalls. Pot contenir clasts de la roca del país i ocasionalment cristalls amb textures quench que van començar a cristal·litzar des de la fusió.
Es formen per falles sísmiques,. esllavissades de terres, i estructures d'impacte (com les que formen els cràters).